# بن زيرك (غافروبارمون)
بن زیرك (بالفارسية: بن زیرک) هي قرية تقع في إيران في قسم غافروبارمون الريفي. يقدر عدد سكانها بـ 227 نسمة بحسب إحصاء 2016.